# Comté de Buffalo (Dakota du Sud)
Pour les articles homonymes, voir Comté de Buffalo.
Le comté de Buffalo est un comté situé dans l'État du Dakota du Sud, aux États-Unis. En 2010, sa population est de 1 912 habitants. Son siège est Gann Valley.

## Histoire
Créé en 1864, le comté doit son nom aux bisons (buffalo en anglais) qui peuplaient la région. Lors de sa création, il était beaucoup plus vaste qu'aujourd'hui et regroupait tout ou en partie les actuels comtés d'Aurora, Brule, Davison, Hanson, Jerauld, Lake, McCook, Miner et Sanborn.

## Villes du comté
- Census-designated places :
  - Gann Valley
  - Fort Thompson

## Démographie
Selon l'American Community Survey, en 2010, 84,97 % de la population âgée de plus de 5 ans déclare parler l'anglais à la maison, 10,64 % déclare parler dakota, 1,58 % le hongrois, 0,88 % le navajo, 0,64 % le vietnamien, et 1,29 % une autre langue.
| 1870 | 1880 | 1890 | 1900  | 1910  | 1920  |
| ---- | ---- | ---- | ----- | ----- | ----- |
| 246  | 63   | 993  | 1 790 | 1 589 | 1 715 |

| 1930  | 1940  | 1950  | 1960  | 1970  | 1980  |
| ----- | ----- | ----- | ----- | ----- | ----- |
| 1 931 | 1 853 | 1 615 | 1 547 | 1 739 | 1 795 |

| 1990  | 2000  | 2010  | - | - | - |
| ----- | ----- | ----- | - | - | - |
| 1 759 | 2 032 | 1 912 | - | - | - |